# يفغيني أبراموفيتش
يفغيني أبراموفيتش (بالروسية: Абрамович, Евгений Александрович)‏ هو لاعب كرة قدم بيلاروسي في مركز حراسة المرمى، ولد في 17 سبتمبر 1995 في باريساو في بيلاروس. لعب مع توربيدو جودينو.

## وصلات خارجية
- يفغيني أبراموفيتش على موقع قاعدة بيانات كرة القدم.إي يو (الإنجليزية)
- يفغيني أبراموفيتش على موقع Soccerway.com (الإنجليزية)